# 21-я бригада противолодочных кораблей
21-я бригада противолодочных кораблей, сокращённо 21-я бригада ПЛК — соединение Черноморского флота ВМФ СССР, действовавшее с 1966 по 1995 годы.

## История соединения
21-я бригада противолодочных кораблей была сформирована 30 июня 1966 года. В её первоначальный состав вошли восемь вымпелов: учебный крейсер проекта 26-бис «Слава» (бывший Молотов), большие противолодочные корабли проекта 61 «Комсомолец Украины», «Сообразительный», «Проворный» и «Отважный», а также эскадренные миноносцы проекта 56 «Благородный», «Пламенный» и «Напористый»; в 1967 году состав бригады пополнил большой противолодочный корабль (БПК) «Красный Кавказ», а в следующем году — БПК «Решительный» и противолодочный крейсер «Москва»; в 1969 году состав бригады пополнился противолодочным крейсером «Ленинград».
31 марта 1969 года 21-я бригада противолодочных кораблей в составе управления и штаба была включена в состав организуемой 30-й дивизии противолодочных кораблей. В 1970-е—1980-е годы бригада на ротационной основе несла боевые службы в Средиземном море. Одновременно с этим они участвовали в морских учениях, в том числе "Юг-71".
Управление 21-й бригады ПЛК было расформировано в конце 1995 года, а корабли из состава 21-бригады были переданы в состав 11-й бригады ПЛК.

## Командный состав

### Командиры
- 30 июня 1966 — август 1968 капитан 1-го ранга Леоненков, Владимир Матвеевич[1];
- август 1968 — 1970 капитан 1-го ранга Саакян, Владимир Христофорович;
- капитан 1-го ранга Двинденко, Лев Евгеньевич;
- капитан 1-го ранга Калабин, Владимир Иванович;
- капитан 1-го ранга Плохих, Владимир Алексеевич;
- капитан 1-го ранга Лопацкий, Леонид Петрович;
- капитан 1-го ранга Манченко, Анатолий Алексеевич;
- капитан 2-го ранга Мельников, Александр Николаевич;
- капитан 1-го ранга Васюков, Владимир Львович.